# Tillandsia atroviolacea
Tillandsia atroviolacea är en gräsväxtart som beskrevs av Renate Ehlers och Koide. Tillandsia atroviolacea ingår i släktet Tillandsia och familjen Bromeliaceae. Inga underarter finns listade i Catalogue of Life.